# Seven New Songs of "Mount Eerie"
《Seven New Songs of "Mount Eerie"》는 미국의 인디 록 밴드 마운트 이리의 첫 번째 익스텐디드 플레이(EP)이다. 2004년 6월 1일 P.W. 엘버럼 & 선, Ltd.를 통하여 발매되었다.

## 녹음과 발매
이 음반은 2004년 5월과 6월 워싱턴주 애나코티스에서 같은 해 7월에 진행한 호주 투어를 위해 만들어졌다. 발매가 된 이후 무료 오디오 다운로드가 가능해졌으며, 36,000번이 넘게 다운로드되었다.

## 평가
| 전문가 평가     | 전문가 평가 |
| 평가 점수       | 평가 점수   |
| 출처            | 점수        |
| --------------- | ----------- |
| Pitchfork Media | (7.8/10)    |

이 음반은 음악 평단으로부터 대부분 호평을 받았다.

## 트랙 리스트
전체 작사·작곡: 필 엘버럼
| #            | 제목                            | 재생 시간 |
| ------------ | ------------------------------- | --------- |
| 1.           | 〈Wooly Mammoth's Absence〉     | 4:46      |
| 2.           | 〈Do Not Be Afraid〉            | 0:54      |
| 3.           | 〈With My Hands Out〉           | 3:32      |
| 4.           | 〈2 Blonde Braids〉             | 3:40      |
| 5.           | 〈My Burning〉                  | 2:41      |
| 6.           | 〈November 22nd 2003, 4:45 PM〉 | 6:18      |
| 7.           | 〈Cold Mountain Song 286〉      | 2:26      |
| 총 재생 시간 | 총 재생 시간                    | 25:31     |